# كومارو دو نورتي
كومارو دو نورتي بلدية في ولاية بارا في المنطقة الشمالية من البرازيل.